# Peter Christophersen
Peter Christophersen, detto Don Pedro (Tønsberg, 28 maggio 1845 – Buenos Aires, 19 agosto 1930), è stato un imprenditore e diplomatico norvegese.

## Biografia
Era il figlio del funzionario doganale Ole Christophersen, e di sua moglie, Tobine Christine Petersen. Christophersen era il fratello di Wilhelm Christopher Christophersen, Otto Thorvald Alexander Christophersen, Christian Eilert Rasch Christophersen e Søren Andreas Christophersen.

## Carriera
Christophersen frequentò la scuola civile a Tønsberg, e poi ha trascorso gran parte della sua vita adulta all'estero. Dal 1865 al 1871 è stato un mediatore marittimo a Cadice. Andò in Argentina nel 1871, dove si è affermato come un mediatore marittimo e proprietario terriero. Servì come vice console per la Russia (1881-1902) e come vice-console per la Danimarca (1884-1902).
Ha servito come presidente per il diritto commerciale e della Borsa di Buenos Aires (1891-1908) e ha preso parte a diversi comitati pubblici in materia di dogane, materia portuale e sviluppo della rete ferroviaria. Christophersen aiutò a sponsorizzare spedizioni, tra cui la spedizione al Polo sud di Roald Amundsen (1910-1912). È stato anche una figura centrale nelle trattative per l'acquisto dell'Asbjørnsen e Moe.

## Morte
Morì il 19 agosto 1930 a Buenos Aires.